# 新篠津村立新篠津小学校
新篠津村立新篠津小学校（しんしのつそんりつ しんしのつしょうがっこう）は、北海道石狩郡新篠津村にある公立小学校。新小（しんしょう）という通称をもつ。
新篠津村における教育の変遷についても記載する。

## 概要
村の中心部にある小学校で、付近には新篠津中学校やすくすく保育所などが立地する。1978年に村の各地にある5校を統合して開校した。
校歌は山下幸三が作詞、津野ツヤが作曲したもので、開校後に制定した。3番からなる歌詞には、学校がある新篠津の風土が歌われている。
校章は、中央に校名を略した「新小」を記し、それを囲むように万年筆のペン先を5つ配置。さらに外側には2本の稲穂を添えている。

## 歴史

### 公教育以前
新篠津における教育の始まりは、1893年（明治26年）、後の武田地区に寺子屋式の教授場が作られたときと言われるが、その詳細は不明である。
独立開村の年となる1896年（明治29年）には、市街地区で西村栄治が、下篠津地区では大道寺の僧侶の藤島千代丸が、それぞれ寺子屋を始めた。翌1897年（明治30年）にも、中篠津の浄楽寺住職の木村浄観が寺子屋式教習所を開いている。

### 明治・大正時代
1900年（明治33年）2月26日、公的な認可を得た4か年課程の簡易教育所が、村内に4つ設置された。
- 新篠津第一簡易教育所 - 47線北11号
- 新篠津第二簡易教育所 - 47線北2号
- 新篠津第三簡易教育所 - 42線南7番地（中篠津）
- 新篠津第四簡易教育所 - 40線共有地430番地（下篠津）[6]

1907年（明治40年）2月19日、第四簡易教育所が「新篠津第四尋常小学校」として組織変更の認可を受ける。次いで1908年（明治41年）11月6日には、第二と第三の簡易教育所も尋常小学校へと昇格を遂げた。
1909年（明治42年）5月14日、第二尋常小学校が「日新尋常小学校」と改称するとともに、第一簡易教育所を同校の分教場とする。また第三尋常小学校は、それまで当別村東裏教育所に通学していた西篠津の児童たちを正式に収容した。
1911年（明治44年）6月24日、第三尋常小学校に付属する武田特別教授場が36線北5号30番地に開校するが、その後の児童数の減少に伴い、1915年（大正4年）7月31日に閉鎖された。
1916年（大正5年）5月5日、第三尋常小学校が失火で全焼。児童たちは浄楽寺で仮授業を受けることになったが、同年11月に住民の寄付金で校舎が新築再建された。
1919年（大正8年）4月8日、日新尋常小学校の分教場が独立して「第一尋常小学校」に昇格。また同月14日に高等科が設置された日新尋常小学校は、その翌々日の16日に「新篠津尋常高等小学校」と改称した。

### 昭和時代（戦前・戦中）
1931年（昭和6年）12月5日、新篠津村女子実業補習学校が、村内4つの小学校にそれぞれ併置される。
1935年（昭和10年）4月18日、第三小学校にも高等科が設置され、「第三尋常高等小学校」となる。また同年10月1日、農業青年学校が村内4つの小学校区域にそれぞれ併置される。
1941年（昭和16年）4月1日、村内の各小学校はいずれも「国民学校」へと改称する。

### 昭和時代（戦後）
1947年（昭和22年）4月1日、村内の各国民学校はいずれも「村立小学校」へと改称し、高等科は廃止された。また9月には武田地区に第三小学校の分校を設置し、それまで当別の金沢小学校に委託していた児童を収容した。
1948年（昭和23年）12月22日、新篠津小学校が火災により全焼。
1949年（昭和24年）5月31日、第三小学校武田分校が独立して「武田小学校」となる。
1950年（昭和25年）11月3日に第四小学校、16日に第三小学校、そして18日に新篠津小学校が、それぞれ50周年記念式典を挙げる。
1953年（昭和28年）12月25日、新篠津小学校がまたしても火災により全焼。翌1954年（昭和29年）1月21日から新篠津中学校に間借りして授業を行いつつ、46線北15番地に新校舎を建築し、9月13日に完成を見た。
1956年（昭和31年）9月16日、入植者の移住人口が増えてきた高倉地区に第五小学校が開校する。同時に武田小学校は、この第五小学校の分校として組織変更されたが、3年後に廃校となった。
1962年（昭和37年）12月8日、第一小学校が火災により全焼。翌1963年（昭和38年）9月に再建される。

### 当校発足後
1978年（昭和53年）4月1日、新篠津小学校、新篠津第一小学校、新篠津第三小学校、新篠津第四小学校、新篠津第五小学校の5校が統合し、新制の「新篠津小学校」として開校。新入生62人を含む、全校児童420人でスタートした。
1982年（昭和57年）11月、開校5周年の記念式典を開催。同時にPTAより校旗が寄贈された。
1986年（昭和61年）1月、体育館脇に給食センターが建設され、食堂での給食提供を始めた。
1992年（平成4年）4月、ほなみ学級と称した、特殊学級（現在の特別支援学級）を開設。
2010年（平成22年）には、耐用年数を迎えた校舎および体育館を、耐震化を兼ねた大規模改修工事が行われた。

## 参考資料
- 『新篠津村史』石狩郡新篠津村役場、1975年9月1日。